# The Dream Syndicate (gruppo musicale anni 1980)
The Dream Syndicate è un gruppo musicale rock statunitense formatosi a Davis (California), nel 1981. Sono stati gli ispiratori e i maggiori esponenti del movimento musicale Paisley Underground, sorto agli inizi degli anni '80 in California. Si sciolsero nel 1989 per riunirsi poi nel 2012,  per un lungo tour mondiale.

## Storia
Nel 1978, a Davis, città universitaria vicino a San Francisco, Steve Wynn, Kendra Smith, Steve Suchill, Russ Tolman e Gavin Blair, si trovano a suonare insieme nei Suspects, una band che si scioglie dopo aver pubblicato solo un 45 giri dal titolo It's Up to You, per nulla memorabile.
Tolman e Blair danno vita ai True West mentre Wynn emigra a Los Angeles dove forma i 15 Minutes e crea un'etichetta discografica, la Down There, per la quale il gruppo incide il singolo That's What You Always Say, prima di dissolversi.
Nati come naturale evoluzione dei 15 Minutes, il gruppo si forma a Los Angeles nel 1981 sotto la spinta di Steve Wynn. La prima formazione comprendeva oltre Wynn alla chitarra e alla voce: Karl Precoda (chitarra), Kendra Smith (basso e voce) e Dennis Duck (batteria). Il nome della band si rifà all'album Outside The Dream Syndicate pubblicato da Tony Conrad con i Faust che riprende il soprannome del gruppo di musica sperimentale Theatre of Eternal Music attiva a New York nei primi anni 60 nella quale il compositore La Monte Young era affiancato da John Cale.

### Esordio
L'esordio del gruppo avviene nel 1982 con l'EP The Dream Syndicate (Enigma) composto da quattro brani debitori della new wave dei Television come del punk più irruente e viene seguito nello stesso anno dal primo album: The Days of Wine and Roses (Slash Records), il cui titolo omaggia l'omonimo film di Blake Edwards e dove il gruppo mette più a fuoco il proprio stile.
Il disco, prodotto da Chris D. dei Flesh Eaters, dà il via a una stagione del rock americano psichedelico conosciuta come Paisley underground, fece scalpore nell'ambiente della musica indipendente con la sua ripresa della psichedelia tipica degli anni sessanta (Velvet Underground) ma aggiornata all'età post punk. Nello stesso anno Kendra Smith lascia il gruppo e fonda dapprima i Clay Allison per unirsi a Dave Roback negli Opal, e viene sostituita da Dave Provost.
Nel 1983 esce l'EP Tell Me When It's Over con brani già editi e la cover di Mr. Soul dei Buffalo Springfield.

### Medicine Show (1984)
Il secondo album, Medicine Show del 1984, considerato da molti il loro capolavoro prodotto da Sandy Pearlman è pubblicato per una major, la A&M Records. La realizzazione dell'album impiega cinque mesi a causa del raffinato lavoro sugli arrangiamenti,i suoni sono più levigati e puliti rispetto ai lavori precedenti del gruppo. La produzione ha insistito per l'aggiunta del pianoforte, suonato da Tom Zvoncheck. Vi partecipano inoltre Stephen McCarthy e Sid Griffin dei Long Ryders ai cori e Gavin Blair dei True West al canto. Il gruppo in questo periodo apre alcuni concerti dei R.E.M. e degli U2. Esce un EP dal vivo This Is Not The New Dream Syndicate Album - Live che sarà in seguito unito a Medicine Show nella ristampa del 2010.
In questo periodo abbandona il chitarrista Karl Precoda, che dopo un'apparizione nel supergruppo Rainy Day si dedicherà a un proprio progetto musicale, i Last Days of May.
Steve Wynn si prende una pausa con il gruppo, che sembra sul punto di sciogliersi definitivamente, e pubblica assieme a Dan Stuart dei Green on Red per la A&M l'album The Lost Weekend a nome Danny and Dusty, questa è l'ultima pubblicazione con la major che rescinde il contratto col gruppo.
Il terzo album Out of the Grey esce nel 1986 per la Big Time Records con una nuova formazione, Wynn, Duck, Mark Walton al basso e Paul B. Cutler alla chitarra solista, dallo stile molto diverso dai precedenti che tranne qualche eccezione si avvicina molto a un rock radiofonico di facile ascolto. Tra i brani risalta Boston che diviene con il tempo un cavallo di battaglia del gruppo per le esibizioni dal vivo. L'album viene seguito dall'EP 50 in a 25 Zone.

### Scioglimento
L'ultimo album di materiale inedito della band uscirà nel 1988 poco prima dello scioglimento: Ghost Stories, che vede l'impiego di Chris Cacavas dei Green on Red alle tastiere che rappresenta un ritorno a un rock più impegnato.
Esce postumo Live at Raji's (1989), album dal vivo registrato il 31 gennaio 1989 in un piccolo locale californiano in occasione dell'ultimo concerto del gruppo con una formazione a quattro elementi e considerato uno dei dischi di rock dal vivo più belli di sempre.
Steve Wynn sarà protagonista di una carriera solista di tutto rispetto all'interno del circuito rock alternativo internazionale.
Nel 1994 viene pubblicato The Day Before Wine And Roses che immortala la registrazione presso lo studio ZZZ di Los Angeles nel 1982 trasmessa all'epoca in etere per la radio locale KPFK e che rappresenta un tassello fondamentale per capire l'evoluzione del gruppo e dell'intero movimento Paisley.

### Reunion del 2012
Nel settembre del 2012, in occasione del trentesimo anniversario dell'uscita del primo Lp The Days of Wine and Roses la band si è riunita per una serie di quattro concerti tenutisi tutti in Spagna con la seguente formazione: Steve Wynn, Dennis Duck (batteria), Mark Walton (basso), Jason Victor (chitarra). Nel 2013 con la stessa formazione a quattro sono partiti per un lungo tour mondiale che ha toccato anche l'Italia.
Nel 2017 viene pubblicato l'album "How did I find Myself here" prodotto da The Dream Syndicate e Chris Cacavas (che nell'album suona anche le tastiere), con Jason Victor alla chitarra, Mark Walton al basso e Dennis Duck alla batteria.
Contiene otto tracce inedite. Da notare è la presenza di Kendra Smith come lead vocalist nella canzone "Kendra's dream".
Il 3 maggio 2019 esce, sempre per l'etichetta Anti-, il secondo album successivo alla reunion del 2012: These Times. Coprodotto dalla stessa band insieme a John Agnello (Dinosaur Jr., Phosphorescent), contiene 10 tracce che confermano l'ottima vena compositiva dei Dream Syndicate, sempre connotata dal loro marchio di fabbrica, quel Paisley Underground pieno di riferimenti vecchi e nuovi (qui prevalentemente Lou Reed, New wave, Bob Dylan e addirittura R.E.M.).

## Stile
La musica dei Dream Syndicate era un rock che mescolava l'irruenza, la tradizione e l'urgenza chitarristica di Neil Young and the Crazy Horse e la spinta psichedelica dei Velvet Underground più chitarristici.

## Formazione
- Steve Wynn - chitarra, voce
- Dennis Duck - batteria
- Karl Precoda - chitarra (1981-1984)
- Paul B. Cutler - chitarra (dal 1984)
- Kendra Smith - basso, voce (1981-1983)
- Dave Provost - basso (1983-1984)
- Mark Walton - basso (dal 1984)
- Jason Victor - chitarra e voce (dal 2014)

## Discografia

### Album in studio
- 1982 - The Days of Wine and Roses (Ruby Records/Slash Records)
- 1984 - Medicine Show (A&M Records)
- 1986 - Out of the Grey (Chrysalis Records)
- 1988 - Ghost Stories (Enigma Records)
- 2017 - How Did I Find Myself Here? (Anti-)
- 2019 - These Times (Anti-)
- 2020 - The Universe Inside (Anti-)
- 2022 - Ultraviolet Battle Hymns and True Confessions

### EP
- 1982 - The Dream Syndicate EP (Down There Records)
- 1983 - Tell Me When It's Over (Rough Trade Records)
- 1988 - 50 in a 25 Zone
- 2018 - How We Found Ourselves...Everywhere! (Anti-)

### Album dal vivo
- 1984 - This Is Not The New Dream Syndicate Album... Live! (A&M Records)
- 1989 - Live at Raji's (Enigma Records)
- 1994 - The Day Before Wine and Roses (Normal Records), Live at KPFK 5 settembre 1982

### Raccolte
- 1988 - It's Too Late to Stop Now... Isn't It? (Dream Syndicate Fan Club), Live/outtakes 1985-1987
- 1992 - Tell Me When It's Over: The Best of the Dream Syndicate 1982-1988 (1992, Rhino Records)
- 1993 - 3½ (The Lost Tapes: 1985-1988) (Normal Records)

### Partecipazioni a compilation
- 2018 - 3 × 4 (Yep Roc), con The Bangles, The Three O'Clock, Rain Parade (con tre brani)

## Videografia
- 1999 - Weathered And Torn (Atavistic)